# Monospaces Chrysler (RT)
Pour les articles homonymes, voir Monospaces Chrysler.
Les monospaces Chrysler à plateforme RT sont une série de monospaces pour passagers commercialisés par Chrysler à partir de l'année-modèle 2008, la cinquième des six générations des monospaces Chrysler. Selon le marché, ces monospaces étaient connus sous les noms de Dodge Grand Caravan, Chrysler Town & Country, Chrysler Grand Voyager, Lancia Voyager et Volkswagen Routan, une version modifiée vendue par Volkswagen en Amérique du Nord. Seuls les modèles à empattement long étaient proposés, le Dodge Journey remplaçant le modèle à empattement court. Alors que la plupart des versions ont été abandonnées en 2016 avec le lancement du Chrysler Pacifica (monospace), le Grand Caravan reste en production, qui devrait se terminer en 2020 après l'introduction du Chrysler Voyager, un nouveau modèle d'entrée de gamme basé sur le monospace Chrysler Pacifica existant.

## Aperçu
Chrysler a présenté les monospaces de l'année modèle 2008 au Salon de l'auto de Detroit 2007 - éliminant le modèle à empattement court. Avec l'arrêt des monospaces à empattement court, Dodge a offert le Journey sur un empattement presque identique et en tant que crossover plutôt que monospace. Bien que le modèle à empattement court, qui représenté la moitié de toutes les ventes au Canada, coûte environ 2 000 $ de moins et offrait une option de moteur à quatre cylindres avec une économie de carburant améliorée, les dirigeants de Chrysler ont déclaré que le Caravan à empattement court a été abandonné pour tenir compte des nouvelles fonctionnalités offertes dans le Grand Caravan, cohérant aux exigences de la majorité du marché des monospaces.
Les monospaces RT avaient une conception complètement nouvelle, partageant peu de composants avec le modèle précédent. Ils ont abandonné le style arrondi introduit sur les monospaces NS, en utilisant plutôt un look plus carré stylisé par Ralph Gilles. Les nouvelles fonctionnalités standard comprenaient le contrôle électronique de stabilité, le système de divertissement MyGIG (chaîne stéréo avec disque dur intégré pour l'enregistrement, le stockage et la lecture de musique), écrans vidéo des deuxième et troisième rangées, fenêtres électriques à la deuxième rangée, rideaux gonflables latéraux standard et commandes de transmission montées sur le tableau de bord. Tout comme ses concurrents, les Toyota Sienna et Honda Odyssey, le Town & Country présentait désormais des vitres électriques sur les portes coulissantes et déplaçait le levier de changement de vitesse de la colonne de direction vers la console centrale, dans une position plus élevée. Une autre nouvelle caractéristique de cette génération était une console disponible sur le pavillon arrière qui comprenait des lampes de lecture à LED ainsi qu'un éclairage d'ambiance. Un nouveau système DVD était également disponible, qui comportait deux écrans pour les passagers arrière. Le téléviseur arrière SIRIUS été également offert, qui comprenait trois chaînes de programmation pour enfants. Les sièges Stow 'n Go, repris de la génération précédente, étaient de série, avec un nouveau système de sièges commercialisé sous le nom de Swivel' n Go, en option sur les modèles haut de gamme. Dans ce système de sièges, les deux grands sièges de la deuxième rangée pivotent pour faire face à la troisième rangée. Une table amovible peut être placée entre les sièges de la deuxième et de la troisième rangée. Le système de sièges Swivel 'n Go comprend le système Stow' n Go pour les sièges de la 3e rangée, mais pas pour la deuxième rangée, qui doit être retirée manuellement du véhicule. Ce modèle été exporté sous les noms Dodge Grand Caravan et Chrysler Town & Country aux Philippines, Chrysler Town & Country en Amérique centrale et du Sud et Chrysler Grand Voyager vers tous les autres marchés.

### Volkswagen Routan
Article principal: Volkswagen Routan
Le Volkswagen Routan est une variante sept places rebadgé des monospaces RT avec un style, des fonctionnalités de contenu et un réglage de la suspension révisés,,. Fabriqué aux côtés des monospaces Chrysler et Dodge à Windsor Assembly et commercialisé aux États-Unis, au Canada et au Mexique, le Routan a fait ses débuts au Salon de l'auto de Chicago 2008 et a été mis en vente aux États-Unis en septembre 2008. Les variantes du monospace Routan comprennent le Dodge Caravan, le Ram C / V, Chrysler Town & Country et Chrysler Grand Voyager (exportation) - qui, en 2009, se sont classés au 13e rang des plaques signalétiques automobiles les plus vendues au monde, avec plus de 12 millions de véhicules vendus.
Le Routan a marqué le début de la stratégie commerciale de Volkswagen pour offrir des véhicules supplémentaires spécialement développés pour le marché américain. L'introduction du monospace de l'année modèle 2008 résulte d'un partenariat qui a débuté en 2005 entre Volkswagen et DaimlerChrysler. Avant l'accord, Volkswagen n'avait aucun modèle de monospace pour les marchés américain ou canadien. Le Routan est vendu uniquement qu'en Amérique du Nord (États-Unis, Canada, Mexique).
L'intention du constructeur automobile, avec l'externalisation de la production du Routan à Chrysler, était d'éviter les dépenses importantes liées au développement de son propre monospace de taille familiale. Au début de 2008, VW a annoncé que la société envisageait pour le Routan et d'autres modèles de contribuer à une expansion significative des ventes aux États-Unis. Le Routan était le premier monospace de Volkswagen offert en Amérique du Nord depuis l'arrêt du Volkswagen Eurovan en 2003, et n'est pas lié au Volkswagen Touran du marché européen.
Le Routan est doté d'une version renommée du système audio et de navigation basé sur disque dur de Chrysler - commercialisé par Chrysler en tant que système MyGig et par Volkswagen en tant que Joybox, mais n'a ni les systèmes de sièges Stow'n Go ni Swivel'n Go de Chrysler. Au lieu de cela, les sièges de la deuxième rangée du Routan sont équipés du système Easy Out Roller Seat, mais peuvent être modifiés à l'aide de pièces Chrysler ou Dodge pour installer les systèmes Stow'n Go ou Swivel'n Go. Depuis 2010 les Routan offrent un accès Wi-Fi en option, qui était également proposé dans les versions Dodge et Chrysler nommé UConnect Web.
VW of America avait prévu que le Routan gagnerait au moins cinq pour cent du marché américain des monospaces, soit 45 000 unités des 700 000 monospaces vendus actuellement. En janvier 2009, VW of America a demandé à Chrysler Canada d'arrêter la production du Routan pour le mois de février après que 29 000 Routan aient été expédiés à des concessionnaires américains. En juillet 2009, 11 677 unités avaient été vendues. En 2012, Volkswagen a interrompu la production du Routan à l'usine Chrysler de Windsor, en Ontario, malgré un contrat de production s'étalant jusqu'en 2014. En janvier 2013, Volkswagen a annoncé qu'il n'y aurait pas de modèle en vente au détail pour 2013, mais a laissé ouvert la possibilité que le développement puisse reprendre avec un modèle potentiel pour 2014. Le Routan de 2013 était réservé aux acheteurs des flottes, et 2 500 ont été produits par Chrysler au cours de l'année civile.
Les analystes de l'industrie automobile n'ont pas été surpris par la décision de VW d'abandonner le Routan parce que les acheteurs n'avaient aucune raison de choisir le Routan par rapport aux Dodge Grand Caravan ou Chrysler Town & Country similaires, et le prix de base du Routan, de près de 28 000 $, était bien plus que les 21 000 $ du Grand Caravan de base, tandis que la liste d'équipements du Routan était inférieure à celle incluse dans le Town & Country haut de gamme.
| Jan 2008 | Fév 2008 | Mar 2008 | Avr 2008 | Mai 2008 | Jun 2008 | Jul 2008 | Aoû 2008 | Sep 2008 | Oct 2008 | Nov 2008 | Dec 2008 | Total 2008 |
| -------- | -------- | -------- | -------- | -------- | -------- | -------- | -------- | -------- | -------- | -------- | -------- | ---------- |
| —        | —        | —        | —        | —        | —        | —        | —        | 375      | 789      | 1,324    | 899      | 3,387      |
| Jan 2009 | Fév 2009 | Mar 2009 | Avr 2009 | Mai 2009 | Jun 2009 | Jul 2009 | Aoû 2009 | Sep 2009 | Oct 2009 | Nov 2009 | Dec 2009 | Total 2009 |
| 663      | 503      | 1,029    | 2,606    | 1,390    | 2,099    | 1,350    | 2,098    | 901      | 669      | 540      | 833      | 14,681     |

### Révision de 2011
Les monospaces Chrysler ont subi un rafraîchissement de milieu de cycle pour l'année modèle 2011, qui comprenait des changements majeurs à la fois dans le style et la fonctionnalité. Les modifications comprenaient un extérieur et un intérieur redessinés avec le tout nouveau logo, SafetyTec standard (y compris la surveillance des angles morts et la détection de la traversée arrière), amélioration du système de sièges et de rangement Stow'n Go, une fonction siège rabattable électrique pour un accès plus facile à la troisième rangée, (les sièges Swivel n 'Go ont été abandonnés) une nouvelle console centrale et une technologie «super», un système double DVD qui peut lire différents médias en même temps, téléviseur arrière SIRIUS qui offre trois chaînes de programmation pour enfants, FLO TV avec 20 chaînes de programmation en direct, moteur V6 Pentastar (283 ch) remplaçant les précédents moteurs V6 de 3,8 litres et 3,3 litres, transmission automatique à six rapports, un nouveau mode d'économiseur de carburant, un nouveau tableau de bord et un nouveau groupe d'instrumentations, nouveau volant de marque Chrysler avec commandes intégrées qui permettent au conducteur de faire fonctionner la radio, le régulateur de vitesse, le téléphone mains libres et d'autres fonctions du véhicule tout en gardant les mains sur le volant; matériaux des sièges en tissu et en cuir améliorés; nouvelle garniture de porte «soft touch» et nouveau système de contrôle du chauffage et du refroidissement. La suspension a été fortement réajustée, les monospaces Dodge et Chrysler gagnent une barre stabilisatrice avant plus grande et une nouvelle barre stabilisatrice arrière, augmentation de la hauteur du centre du roulis arrière, taux de ressort ajusté, un nouveau boîtier de direction, un réglage de carrossage statique avant révisé et hauteur de caisse abaissée. Cela a considérablement amélioré la maniabilité du Chrysler et du Dodge. D'autres changements inclus une isolation acoustique supplémentaire, verre acoustique, nouveaux sièges, surfaces plus douces au toucher, nouvel éclairage d'ambiance à LED et nouvelle console centrale et projecteur de phares halogène avec des accents LED. Les modèles Chrysler ont été ajustés de sorte qu'au lieu de rivaliser avec des niveaux de finition Dodge équivalents, ils étaient au-dessus de Dodge en termes de finition et de fonctionnalités.
Les trois anciens choix de moteurs ont été remplacés par le nouveau V6 Pentastar de 3,6 litres avec transmission automatique à six vitesses, désormais le seul choix de groupe motopropulseur pour tous les modèles. Les garnitures intérieures ont été redessinées sur les deux monospaces, en plus des principales révisions extérieures soulignées par la nouvelle calandre à "double réticule" sur le Grand Caravan et une nouvelle calandre chromée pour le Town & Country.
Les Chrysler Voyager vendus en Europe continentale ont été rebaptisés Lancia Voyager. La variante de marque Chrysler a continué d'être vendue au Royaume-Uni, en Irlande, en Russie, en Australie, en Nouvelle-Zélande, en Corée du Sud, à Singapour et en Chine, car Lancia n'a pas d'opérations de vente sur ces marchés.
Le Ram Cargo Tradesman, ou Ram C / V Tradesman, a fait ses débuts pour l'année modèle 2012, en remplacement du Dodge Grand Caravan C / V. Il est basé sur le Dodge Grand Caravan, mais avec du métal solide au lieu des vitres arrière et un espace de chargement plat avec 144,4 pieds cubes (4090 L) de stockage intérieur et une charge utile (chargement) de 1800 lb (820 kg) plus une capacité de remorquage allant jusqu'à 3 600 lb (1 600 kg). Le Ram C / V est offert avec un moteur V6 Pentastar de 3,6 litres et une transmission automatique à 6 vitesses. Le C / V Tradesman a été abandonné après l'année modèle 2015 au profit du ProMaster City.

### Sécurité
Aux États-Unis, lors des essais de collision du programme d'évaluation des voitures neuves de la National Highway Traffic Safety Administration (NHTSA), le Dodge Grand Caravan de 2010 a obtenu une cote de cinq étoiles (sécurité maximale) dans plusieurs catégories.
| Impact frontal – conducteur et passager: | 5/5 étoiles |
| Impact latéral conducteur:               | 5/5 étoiles |
| Impact latéral passager arrière:         | 5/5 étoiles |
| Tonneau:                                 | 4/5 étoiles |

| Frontal décalé avec chevauchement modéré         | Bien    |
| Frontal décalé avec petit chevauchement          | Mauvais |
| Impact latéral                                   | Bien    |
| Résistance du toit (modèles de 2012-aujourd'hui) | Bien    |

### Groupes motopropulseurs
Le quatre cylindres en ligne EDZ de 2,4 L a été abandonné, avec le V6 EGA standard de 3,3 L. Le moteur V6 EGH de 3,8 L était en option sur les modèles de niveau intermédiaire, avec un moteur V6 SOHC de 4,0 L en option comme moteur de niveau supérieur. Un quatre cylindres en ligne diesel RA428 de 2,8 L était disponible sur les modèles d'exportation, tandis que le 3,3 L n'était pas proposé en Europe. Le moteur de 3,3 L a obtenu une transmission automatique Ultradrive à 4 vitesses, tandis que tous les autres moteurs sont livrés avec une nouvelle transmission automatique 62TE à 6 vitesses. En 2011, les moteurs de 3,3 L, 3,8 L et 4,0 L ont tous été abandonnés, remplacés par le V6 Pentastar de 3,6 L, fourni avec la transmission 62TE.

### Ventes
Grand Caravan:
| Année civile | États-Unis | Canada | Total   |
| ------------ | ---------- | ------ | ------- |
| 2008         | 123,749    | 39,396 | 163,145 |
| 2009         | 90,666     | 40,283 | 130,949 |
| 2010         | 103,323    | 55,306 | 158,629 |
| 2011         | 110,862    | 53,406 | 164,268 |
| 2012         | 141,468    | 51,552 | 193,020 |
| 2013         | 124,019    | 46,732 | 170,751 |
| 2014         | 134,152    | 51,759 | 185,911 |
| 2015         | 97,141     | 46,927 | 144,068 |

Les actualités automobiles ont rapporté que, de janvier à octobre 2010, Dodge a vendu environ un tiers de ses Grand Caravan de 2010 à des flottes de location. Le nombre de Grand Caravan de 2010, hors location, retournés sur le marché a quadruplé entre juillet et octobre, ce qui a fait chuter les prix des monospaces Dodge de 2009 et 2010 jusqu'à 20%.
Town & Country:
| Année civile | États-Unis | Canada | Total   |
| ------------ | ---------- | ------ | ------- |
| 2007         | 138,151    | 1,531  | 139,682 |
| 2008         | 118,563    | 4,865  | 123,428 |
| 2009         | 84,558     | 3,165  | 87,723  |
| 2010         | 112,275    | 4,175  | 116,450 |
| 2011         | 94,320     | 4,536  | 98,856  |
| 2012         | 111,744    | 3,991  | 115,735 |
| 2013         | 122,288    | 8,425  | 130,713 |
| 2014         | 138,040    | 8,944  | 146,984 |
| 2015         | 93,848     | 9,001  | 102,849 |
| 2016         | 59,071     | 2,910  | 61,981  |

## L'avenir du Dodge Grand Caravan
Avec le tout nouveau Chrysler Pacifica de 2017 introduit pour remplacer le Chrysler Town & Country, le Dodge Grand Caravan devait être abandonné après l'année modèle 2016. Cependant, il a été annoncé plus tard que le Grand Caravan serait vendu aux côtés du Chrysler Pacifica, inchangé par rapport au modèle de 2016, avec une gamme de modèles simplifiée. 
Au salon international de l'auto de l'Amérique du Nord 2018 à Detroit, Michigan, le PDG de Fiat, Sergio Marchionne, a déclaré qu'il pourrait y avoir un successeur de l'actuel Dodge Grand Caravan, qui serait basé sur le Chrysler Pacifica, affirmant que le successeur du Grand Caravan serait "un véhicule qui ressemble au Caravan".
Marchionne aurait déclaré: "Le remplaçant du Caravan sera un véhicule qui ressemble au Caravan. J'ai besoin d'un autre monospace. Cela va être conforme à l'architecture du Pacifica".
Dodge a annoncé que le Grand Caravan sera arrêté en mai 2020. Son remplaçant sera le Chrysler Voyager, qui est une version d'entrée de gamme du monospace Chrysler Pacifica, et offrira des prix et des fonctionnalités similaires à son prédécesseur, le Grand Caravan. Pour sa dernière année modèle, le Grand Caravan sera offert en trois niveaux de finition: SE de base, SE Plus de niveau intermédiaire et SXT haut de gamme. La version GT précédente, un modèle exclusif des flotte, a été abandonnée pour l'année-modèle 2020. Pour 2020, le SE Plus de niveau intermédiaire reçoit des sièges baquets de deuxième rangée «Super Stow-'n'-Go» et un bac de rangement au plancher de série, un siège conducteur à réglage électrique en huit sens de série, un intérieur noir avec surpiqûre "Cranberry White" et une finition Blacktop disponible. Lafinition de base SE n'offre plus de roues en alliage d'aluminium en option. Un pneu et une roue de secours compacts sont désormais des équipements en option à tous les niveaux de finition.